# Dumpil
Dumpil is een bestuurslaag in het regentschap Pati van de provincie Midden-Java, Indonesië. Dumpil telt 1056 inwoners (volkstelling 2010).